# Tylophora dalzellii
Tylophora dalzellii är en oleanderväxtart som beskrevs av Joseph Dalton Hooker. Tylophora dalzellii ingår i släktet Tylophora och familjen oleanderväxter. Inga underarter finns listade i Catalogue of Life.